# 1079 Мімоза
1079 Мімо́за (1079 Mimosa) — астероїд головного поясу, відкритий 14 січня 1927 року. Названий на честь роду рослин Мімоза.
Тіссеранів параметр щодо Юпітера — 3,295.